# Protyndarichoides nigriceps
Protyndarichoides nigriceps är en stekelart som beskrevs av John S. Noyes 1980. Protyndarichoides nigriceps ingår i släktet Protyndarichoides och familjen sköldlussteklar. Inga underarter finns listade i Catalogue of Life.